# Per-Ola Ljung
Per-Ola Ljung (Älmhult, 7 novembre 1967) è un allenatore di calcio ed ex calciatore svedese, di ruolo difensore o centrocampista.

## Carriera

### Giocatore
Nel 1988, ventenne, si è trasferito dall'IFK Hässleholm all'Helsingborg. La squadra rossoblu all'epoca non militava nella massima serie, poiché era relegata in Division 2, che in quegli anni rappresentava il terzo livello del calcio svedese. Al termine della stagione 1989 l'Helsingborg ha conquistato la promozione nel campionato cadetto, mentre tre anni più tardi è arrivata la promozione in Allsvenskan. Ljung ha potuto così debuttare nella massima serie nel 1993, campionato in cui l'Helsingborg mancava da 23 anni. Nel 1995 ha contribuito al raggiungimento del 2º posto in classifica. Il primo trofeo ufficiale lo ha vinto il 21 maggio 1998 con la vittoria nella finale di Coppa di Svezia ai rigori contro l'Örgryte. Nella stessa stagione è arrivato un altro 2º posto in campionato. Durante la pausa estiva dell'Allsvenskan 1999, conclusa dall'Helsingborg con la vittoria del titolo nazionale, Ljung ha deciso di ritirarsi.
Il suo ex allenatore Reine Almqvist, tuttavia, lo ha convinto a tornare in attività portandolo con sé al Landskrona BoIS, nel campionato di Superettan. Con i colori bianconeri ha giocato per tre stagioni, di cui l'ultima trascorsa in Allsvenskan a seguito della promozione ottenuta l'anno precedente.

### Allenatore
Ljung nel 2004 ha allenato il Torns IF, squadra militante in Division 5. Successivamente, tra il 2005 e il 2006, ha guidato l'Helsingborgs Södra BIS, anche in questo caso nelle serie minori.
Nel 2007 ha fatto ritorno all'Helsingborg, dove aveva collezionato più di 500 presenze da calciatore, per assumere questa volta il ruolo di assistente allenatore. Ha rivestito questo incarico per poco più di 5 anni, lavorando prima con il tecnico Bo Nilsson e poi con Conny Karlsson.
Il 4 giugno 2012 è stato esonerato dal suo ruolo di assistente all'Helsingborg, ma quattro giorni dopo è stato nominato capo allenatore dell'Örebro al posto dell'esonerato Sixten Boström: la squadra, che al momento dell'arrivo di Ljung occupava l'ultimo posto con 3 punti ottenuti dopo le prime 9 giornate, non è riuscita a centrare la salvezza, conquistando però la promozione immediata al termine della Superettan 2013. Nel giugno 2014, durante la pausa estiva dell'Allsvenskan 2014, ha deciso di lasciare l'Örebro per intraprendere una nuova parentesi lavorativa altrove.
In contemporanea con la partenza dall'Örebro, Ljung è stato annunciato come nuovo tecnico del GAIS, squadra militante nella seconda serie che in quel momento stava occupando gli ultimi posti della classifica, ma che a fine anno è riuscita a salvarsi. L'anno successivo il GAIS ha rischiato nuovamente di retrocedere, così il 9 ottobre 2015 la dirigenza neroverde – a tre giornate dalla fine – ha optato per l'esonero di Ljung.
Intorno alla fine del mese di novembre 2016, l'Helsingborg aveva appena terminato da pochi giorni una stagione alquanto travagliata, culminata con la retrocessione in Superettan, con la violenta invasione di campo degli ultras locali e con le dimissioni di Henrik Larsson. Come tecnico del nuovo corso, la società ha scelto Ljung nelle vesti di nuovo capo allenatore. La squadra rossoblu ha archiviato la Superettan 2017 al 7º posto, ma l'anno successivo ha chiuso in testa alla classifica ed è ritornata in Allsvenskan. È stato esonerato nel giugno 2019 per mancanza di risultati, con la squadra che si trovava al terzultimo posto con 10 punti ottenuti nelle prime 12 giornate.
Ljung ha poi iniziato la stagione 2023 come capo allenatore del Trelleborg, club militante nel campionato di Superettan, ma è stato esonerato il 9 maggio dopo la sesta giornata per via dei risultati ottenuti (una vittoria e cinque sconfitte).

## Palmarès

### Giocatore
- Campionato svedese: 1

Helsingborg: 1999
- Coppa di Svezia: 1

Helsingborg: 1998

### Allenatore
- Superettan: 1

Helsingborg: 2018